# Classement mondial de snooker 1990-1991
Classement mondial, des joueurs de snooker du top 34 (et de quelques autres) pour la saison 1990-1991. Les points sont calculés en additionnant les points accumulés lors des deux saisons précédentes (1988-1989 et 1989-1990).
| no  | Nom               | Pays             |
| --- | ----------------- | ---------------- |
| 1   | Stephen Hendry    | Écosse           |
| 2   | Steve Davis       | Angleterre       |
| 3   | John Parrott      | Angleterre       |
| 4   | Jimmy White       | Angleterre       |
| 5   | Doug Mountjoy     | Pays de Galles   |
| 6   | Terry Griffiths   | Pays de Galles   |
| 7   | Mike Hallett      | Angleterre       |
| 8   | Dean Reynolds     | Angleterre       |
| 9   | Steve James       | Angleterre       |
| 10  | Dennis Taylor     | Irlande du Nord  |
| 11  | Willie Thorne     | Angleterre       |
| 12  | Martin Clark      | Angleterre       |
| 13  | Neal Foulds       | Angleterre       |
| 14  | Alex Higgins      | Irlande du Nord  |
| 15  | John Virgo        | Angleterre       |
| 16  | Tony Meo          | Angleterre       |
| 17  | Alain Robidoux    | Canada           |
| 18  | Joe Johnson       | Angleterre       |
| 19  | Cliff Thorburn    | Canada           |
| 20  | Gary Wilkinson    | Angleterre       |
| 21  | Steve Newbury     | Pays de Galles   |
| 22  | Tony Knowles      | Angleterre       |
| 23  | Wayne Jones       | Pays de Galles   |
| 24  | Dene O'Kane       | Nouvelle-Zélande |
| 25  | Peter Francisco   | Afrique du Sud   |
| 26  | Bob Chaperon      | Canada           |
| 27  | Silvino Francisco | Afrique du Sud   |
| 28  | Barry West        | Angleterre       |
| 29  | Cliff Wilson      | Pays de Galles   |
| 30  | Danny Fowler      | Angleterre       |
| 31  | Tony Drago        | Malte            |
| 32  | Eddie Charlton    | Australie        |
| 32  | James Wattana     | Thaïlande        |
| 34  | Tony Jones        | Angleterre       |
| 37  | Rex Williams      | Angleterre       |
| 38  | Nigel Bond        | Angleterre       |
| 44  | David Taylor      | Angleterre       |
| 55  | John Spencer      | Angleterre       |
| 68  | Kirk Stevens      | Canada           |
| 73  | Ray Reardon       | Pays de Galles   |
| 94  | Graham Miles      | Angleterre       |
| 97  | Alex Higgins      | Irlande du Nord  |
| 117 | John Dunning      | Angleterre       |
| 127 | Jim Meadowcraft   | Angleterre       |
| 128 | Fred Davis        | Angleterre       |
| 158 | Bill Werbeniuk    | Canada           |